# Komputerowo Zintegrowane Wytwarzanie
Komputerowo Zintegrowane Wytwarzanie, CIM (ang. computer-integrated manufacturing) – obejmuje wszystkie aspekty wytwarzania wspomaganego przez komputer, systemy wspomagania logistyki i technologii produkcji.
W systemie CIM komputer odgrywa wiodącą rolę w integracji komponentów CIM tj. maszyn, robotów, automatycznych pojazdów technologicznych oraz układów diagnostycznych.
Wyróżnia się:
- CAD – Komputerowo Wspomagane Projektowanie (ang. Computer Aided Design);
- CAE – Komputerowo Wspomagane Konstruowanie (ang. Computer Aided Engineering);
- CAP – Komputerowo Wspomagane Planowanie (ang. Computer Aided Planning);
- CAM – Komputerowo Wspomagane Wytwarzanie (ang. Computer Aided Manufacturing);
- CAQ – Komputerowo Wspomagana Kontrola Jakości (ang. Computer Aided Quality Control).

Komputerowo zintegrowane wytwarzanie (CIM) charakteryzuje się m.in.:
- procesowym zintegrowaniem narzędzi CAX opartych na modelach i bazie przedsiębiorstwa;
- możliwością elastycznego reagowania na potrzeby rynku, wprowadzaniem zmian oraz programem modernizacji produktów procesów wytwórczych;
- koniecznością wykorzystania kosztownej infrastruktury technicznej przedsiębiorstwa.

Przewiduje się szybki wzrost elementów sztucznej inteligencji w CIM, prognozowano również iż w latach 2020–2025 około 20% światowej produkcji przemysłowej miałoby być wykonywane w systemach CIM lub podobnych.